# Helina interfusa
Helina interfusa är en tvåvingeart som först beskrevs av Pandelle 1899.  Helina interfusa ingår i släktet Helina och familjen husflugor. Inga underarter finns listade i Catalogue of Life.